# 莱桑德利区
莱桑德利区（法語：arrondissement des Andelys）是法国厄尔省所辖的一个区。总面积1854.4平方公里，总人口235319，人口密度127人/平方公里（2018年）。主要城镇包括韦尔农和莱桑德利。

## 辖区
莱桑德利区辖有185个市镇。